# 茶山水库 (蒙山县)
茶山水库，位于中国广西壮族自治区蒙山县蒙山镇，是湄江支流茶山河口处的一座中型水库。于1975年动工兴建，1978年竣工蓄水。水库控制流域面积130平方千米，库容6300万立方米，水面面积232.67公顷。大坝为浆砌石宽缝重力坝，主坝坝高60.2米，坝长206米，坝顶宽6米。水库具有年调节功能，以灌溉为主，兼顾发电、防洪、养殖及蒙山县城供水。水库灌溉2800公顷，向县城年供水300万立方米。水电站装机容量1.85兆瓦，年发电量800万千瓦时。